# Мюнценберг
Мюнценберг (нім. Münzenberg) — місто в Німеччині, знаходиться в землі Гессен. Підпорядковується адміністративному округу Дармштадт. Входить до складу району Веттерау.
Площа — 31,63 км2. Населення становить 5835 ос. (станом на 31 грудня 2020).